# Гвинейско-израильские отношения
Израильско-гвинейские отношения — международные отношения между Гвинеей и Израилем. Дипломатические связи между двумя странами были возобновлены 20 июля 2016 года после почти полувекового перерыва.

## История
У Израиля были дипломатические отношения с колониальной Французской Гвинеей до 1958 года, когда Гвинея стала независимой. В 1967 году Гвинея разорвала отношения с Израилем. Таким образом, Гвинея стала единственной страной, разорвавшей отношения с Израилем после Шестидневной войны, в то время как остальные страны разорвали отношения с Израилем в 1973 году после Войны Судного дня.
В июле 2016 года ген. директор МИД Израиля Дори Голд встретился в Париже с представителем президента Гвинеи. Дипломаты подписали соглашение о восстановлении дипломатических отношений между двумя странами. В августе 2016 года израильская делегация во главе с Голдом на частном самолете вылетел в Конакри с официальным визитом, где встретился с президентом страны Альфой Конде и десятью министрами его правительства. После посещения Гвинеи Голд вылетел в еще одну африканскую мусульманскую страну, с которой у Израиля нет дипломатических отношений. Цель этого визита — переговоры о возможности налаживания связей. В настоящее время, информация о неназванной мусульманской стране не разглашается.
В середине августа 2017 года Гвинея впервые назначила своего посла в Израиле, который стал нерезидентным для еврейского государства. Amara Camara представил свои верительные грамоты президенту Реувену Ривлину на церемонии в Иерусалиме, резиденция посла находится в Париже, Франция.

## Торговые отношения
В 2014 году Израиль экспортировал товаров в Гвинею на сумму 4,13 млн долл. США, в основном электроника и сырые материалы, Гвинея в свою очередь экспортировала в Израиль товаров на 6,95 млн долл. США, в основном необработанные алмазы.